# L'Atlantique (schip, 1931)
De SS L'Atlantique was een Frans passagiersschip van de rederij Companie de Navigation Sud Atlantique dat op de lijn Bordeaux - Zuid-Amerika voer.

## Brand
Op 4 januari 1933 vertrok het schip van Bordeaux, zijn thuishaven, voor onderhoud naar Le Havre. Kapitein René Schoofs werd rond half vier in de nacht verwittigd van brand op het E-dek. Door de hevige brand moesten de 229 bemanningsleden geëvacueerd worden. Er vielen 18 slachtoffers. De andere opvarenden werden door verschillende boten gered, namelijk door de Achilles, de Erato, de Ford Castle, en de Ruhr. Het schip dreef brandend af naar de kust van zuidwest Engeland. Uiteindelijk werd het naar Cherbourg gesleept.
De schade bleek enorm waardoor de eigenaars het als total loss beschouwden. De verzekering vond dit niet maar na een proces werd de eigenaar in het gelijk gesteld. Het schip werd in 1936 als schroot verkocht aan Smith & Houston te Glasgow.